# Nagy Géza (régész)
Nagy Géza (Gárdony, 1855. augusztus 4. – Budapest, 1915. február 3.) régész, néprajzkutató, a Magyar Tudományos Akadémia levelező tagja (1901).

## Életútja
Nagy István földbirtokos és Thaly Zsuzsanna fiaként született. Középiskolai tanulmányait a gyönki református gimnáziumban és a pesti piarista főgimnáziumban végezte, majd a Pesti Királyi Tudományegyetemen széles körű tudományos képzésben vett részt történelem, régészet, levéltártan, irodalomtörténet, földrajz és összehasonlító nyelvészet területén.
Szakmai pályafutását 1875 őszén a Magyar Nemzeti Múzeum (MNM) régiségtárában kezdte, ahol Rómer Flóris hívására díjnokként dolgozott 1881 őszéig. Közben 1878 végén és 1879 elején negyedéven át az Egyetértés tudósítója volt, de újságírói munkáját betegsége miatt abba kellett hagynia. 1881-től 1889-ig a sepsiszentgyörgyi Székely Nemzeti Múzeum őre volt, jelentősen hozzájárulva a gyűjtemények gyarapításához és rendszerezéséhez. 1889-ben visszatért Budapestre és újra az MNM régiségtárának munkatársa lett. 1902-ben igazgató őrré nevezték ki, és a hadtörténeti gyűjtemény rendezésével bízták meg, amelyről részletes katalógust is szerkesztett.
1892. december 4-én feleségül vette Zaphiry Helént, Liszt Ferenc egyik legkiválóbb tanítványát, Csetneki Jelenik Elek özvegyét.

## Munkássága
Tudományos munkásságában elsősorban a magyar őstörténettel foglalkozott, széles körben merítő publikációi jelentősen ozzájárultak a magyar régészet és őstörténet-kutatás fejlődéséhez. Részt vett az 1896-os Ezredéves Országos Kiállításon, ahol az ősfoglalkozások vadászattörténeti alcsoportjának előadója volt. Az erről szóló ismertetőt, a magyar vadászat történeti vázlatával együtt, Matlekovits Sándor „Magyarország közgazdasági és közművelődési állapota ezeréves fennállásakor” című monumentális munkájának ötödik kötetében tette közzé.
Szerkesztette a Nemere című hetilapot (1883) és a Székely Nemzeti Múzeum Értesítőjét (1890–1891), 1913-tól pedig az Archaeologiai Értesítő szerkesztőjeként tevékenykedett. Publikációiban használt álneve és jegyei: Istvánfi G., (ng.), N. G., Ng., NG., ny.
A Magyar Tudományos Akadémia 1901. május 10-én választotta levelező tagjai sorába.

## Főbb művei
- 1882. A székely n. múzeum őskori gyűjteménye
- 1886. Az aldobolyi kardról
- 1887. A krásznai arany rudakról
- 1890–1891. A magyar középkori fegyverzetről
- 1892. A kozár kard
- 1892. A magyar pogánykor emlékei Fejérmegyében
- 1892. A homorszögi magyar pogánykori lelet Csetneki Jelenik Elek jegyzetei nyomán
- 1893. Az alsó-szent-iványi sírdombok, kunhalmok, Fejérmegyében
- 1893. Aurelius császár leányának állítólagos síremléke
- 1893. A régi kunok temetkezése
- 1893. A magyarhoni lovas sirok
- 1893. A hunn, avar és magyar pogánykori sírleletek jellemzése
- 1893. XII. századi magyar gyürü
- 1894. A Berényi-féle magyar puska
- 1894. Fringia, Harczias Fridrik első szász választó fejedelem magyar kardja
- 1894. A tömösi kardról
- 1895. A budapesti népvándorláskori lelet
- 1896. Hadtörténelmi emlékek az ezredéves kiállításon
- 1898. Magyar kardok
- 1900. Egy passaui kardkészítő magyar szablyái
- 1901. Válasz Varju Elem. úr birálatára
- 1901. Szkita-szarmata maradványok a magyar viseletben
- 1901. A csanádi kard
- 1901. Sirleletek a régibb középkorban
- 1901. Népvándorlási turán öltözet